# آرثر ك. سنايدر
آرثر ك. سنايدر (بالإنجليزية: Arthur K. Snyder)‏ هو ضابط وصاحب مطعم ومحامي أمريكي، ولد في 10 نوفمبر 1932 في لوس أنجلوس في الولايات المتحدة، وتوفي في 7 نوفمبر 2012 في شاطئ هنتنغتون في الولايات المتحدة.